# Maximilian Braun (Slawist)
Maximilian Braun (* 6. Februar 1903 in St. Petersburg; † 17. Juli 1984 in Göttingen) war ein deutscher Slawist, Übersetzer und Autor.

## Leben
Maximilian Braun wurde in St. Petersburg geboren. Nach der Oktoberrevolution verließ seine Familie die Stadt und zog nach Dorpat in Estland, wo er 1921 sein Abitur ablegte. Er begann ein Studium an der dortigen Kunstakademie, ging dann aber nach Leipzig, um Kunstgeschichte und Psychologie zu studieren. 1926 wechselte er seine Studienfächer und nahm ein Studium der baltischen und slawischen Philologie und der Geschichte Osteuropas auf. 1930 promovierte er bei Reinhold Trautmann und habilitierte sich 1934 mit der Schrift „Die Anfänge der Europäisierung im Kunstschrifttum der moslimischen Slaven in Bosnien und Herzegowina“. Von 1932 bis 1936 war er Assistent, Privatdozent und Lektor an der Universität Leipzig. 1936 wechselte er als Dozent an das Seminar für vergleichende Sprachwissenschaften der Universität Göttingen, wo er auch während des Dritten Reichs lehrte.
1941 wurde er zur Wehrmacht eingezogen, wo er die Russischabteilung der Dolmetscher-Kompanie leitete. 1942 wurde er zum Ordinarius für Slavistik an der Universität Posen ernannt, trat die Stelle aber nie an.
Als die Göttinger Universität im Wintersemester 1945/1946 ihren Betrieb wieder aufnahm, begann er dort wieder mit seiner Lehrtätigkeit. 1948 richtete die Universität einen Lehrstuhl für Slawistik ein, den er von 1949 bis zu seiner Emeritierung 1968 innehatte.
1955 war er als Dolmetscher in der Delegation, die Konrad Adenauer nach Moskau begleitete, als dieser über die Freilassung der deutschen Kriegsgefangenen verhandelte. Er war der erste deutsche Vertreter in der Kommission für Geschichte
der Slawistik beim 1958 in Moskau begründeten Internationalen Slawistenkomitee.
Maximilian Braun starb am 17. Juli 1984 und wurde in Göttingen beerdigt.

## Würdigungen
„Der Slavist Maximilian Braun begründete in mir die nie mehr revidierte Überzeugung, daß ich unter allen Beiträgen zur Weltliteratur des 19. Jahrhunderts erst zu allerletzt auf die russischen verzichten könne.“

## Schriften (Auswahl)
- Kosovo, die Schlacht auf dem Amselfelde in geschichtlicher und epischer Überlieferung. Leipzig: Markert & Petters 1937. (Slavisch-baltische Quellen und Forschungen. 8.)
- Der Aufstieg Russlands vom Wikingerstaat zur europäischen Grossmacht (1000-1700). Leipzig: Hiersemann 1940.
- Die Slawen auf dem Balkan bis zur Befreiung von der türkischen Herrschaft. Leipzig: Koehler & Amelang 1941.
- Grundzüge der slawischen Sprachen. Göttingen: Vandenhoeck & Ruprecht [1947].
- Russische Dichtung im 19. Jahrhundert. 2. verb. Aufl. Heidelberg: Winter 1952.
- Der Kampf um die Wirklichkeit in der russischen Literatur. Göttingen: Vandenhoeck & Ruprecht [1958]. (Kleine Vandenhoeck Reihe. 57.)
- N. W. Gogol. Eine literarische Biographie. München: Trofenik 1973. (Slavische Biographien. 1.)
- Dostojewskij. Das Gesamtwerk als Vielfalt u. Einheit. Göttingen: Vandenhoeck & Ruprecht 1976.
- Tolstoi. Eine literarische Biographie. Göttingen: Vandenhoeck & Ruprecht 1978.

Wörterbücher
- Deutsch-russisches phraseologisches Wörterbuch. Göttingen: Vandenhoeck & Ruprecht [1958].
- Langenscheidts Taschenwörterbuch der russischen und deutschen Sprache. Neubearbeitung von Maximilian Braun. Berlin: Langenscheidt 1975.

Übersetzungen
- Evgenij Onegin. Russisch - deutsche Parallelausgabe in der Prosaübersetzung von Maximilian Braun. Hrsg. von Vasilij Blok u. Walter Kroll. Kommentare u. Auswahlbibliographie. 2. Auflage. Göttingen 1996.
- Lebensbeschreibung des Despoten Stefan Lazarević von Konstantin dem Philosophen. Im Auszug hrsg. u. übers. von Maximilian Braun. Wiesbaden, Mouton 1956.

Herausgeberschaft
- Die Welt der Slaven. Vierteljahrsschrift für Slavistik. Hrsg. v. Maximilian Braun u. a. Jg. 1 (1956)
- Opera Slavica. Hrsg. von Maximilian Braun u. Alois Schmaus. Göttingen: Vandenhoeck & Ruprecht 1961–1963.  [Schriftenreihe]